# Deeeep.io
Deeeep.io — це браузерна онлайн-гра для кількох гравців, дія якої відбувається у водних просторах. Знайдіть чим поживитися та перемагайте інших гравців, ховайтеся в підводній флорі й розвивайте своїх тварин, щоб заробити очки та досягти вершини харчового ланцюга.

## Ігровий процес
Гру ви починаєте як маленька риба і стаєте їсти, заробляючи очки, щоб еволюціонувати в нових тварин. У грі існує кілька біомів, зокрема океан, риф, ліс водоростей, арктичний океан, лиман, болото й озеро. Кожен із цих біомів має власні унікальні еволюції та джерела очок.
У грі є кілька ігрових режимів:
- 1v1
- FFA
- TFFA
- Токсичні водорості (застаріло)
- Перша версія (застаріла)
- Захист перлин

У грі існують острови, чи то айсберги в Арктиці (домівка для моржів і полярних ведмедів), тропічні острови в океані, наповнені фруктовими та кокосовими деревами - домівками для чайок, крабів та ін. Іноді в землі можна знайти тунелі та повітряні кишені, які ведуть до глибоководних печер.
Болото повне лілій, є боброві греблі, літають світлячки та бабки. Крокодили плавають у воді, змії лазять по деревах, намагаючись вкусити качок своїми отруйними іклами.